# Somphospondyli
Somphospondyli (česky také somfospondylové) byli zástupci velké skupiny vývojově pokročilých sauropodních dinosaurů z kladu Macronaria. Do této skupiny patří středně velké druhy a také největší dnes známí suchozemští živočichové všech dob, jako byl Argentinosaurus, Paralititan, Futalognkosaurus nebo Patagotitan. Řadíme sem také nejvyššího známého obratlovce vůbec, druh Sauroposeidon proteles.

## Rozšíření a systematika
Tito zejména křídoví sauropodi žili na území všech dnešních kontinentů, a to prokazatelně i na Antarktidě (která byla v druhohorách klimaticky mnohem příznivější než dnes) nebo třeba na území současné Kuby. Odborná definice tohoto kladu zní "nejvíce inkluzivní klad zahrnující druh Saltasaurus loricatus, ale vylučující druh Brachiosaurus altithorax."

## Taxonomie skupiny
- Angolatitan
- Austrosaurus
- Brontomerus
- Dongbeititan
- Europatitan
- Haestasaurus
- Chubutisaurus
- Ligabuesaurus
- Pellegrinisaurus
- Phuwiangosaurus
- Sauroposeidon
- Sibirotitan
- Tambatitanis
- Tendaguria
- Wintonotitan
- Yunmenglong
- Laurasiformes
- Euhelopodidae
- Titanosauria